# Utetes lectoides
Utetes lectoides är en stekelart som först beskrevs av Charles Joseph Gahan 1930.  Utetes lectoides ingår i släktet Utetes och familjen bracksteklar. Inga underarter finns listade i Catalogue of Life.